# Dlouhá Ves, Havlíčkův Brod
Dlouhá Ves là một làng thuộc huyện Havlíčkův Brod, vùng Vysočina, Cộng hòa Séc.